# Festival de cinéma péruvien de Paris
 (juillet 2025).
Motif : notoriété non démontrée par des sources secondaires de qualité, pérennes et de qualité
- Archive Wikiwix
- Bing
- Cairn
- DuckDuckGo
- E. Universalis
- Gallica
- Google
- G. Books
- G. News
- G. Scholar
- Persée
- Qwant
- (zh) Baidu
- (ru) Yandex
- (wd) trouver des œuvres sur Wikidata

| 1. | Préciser le motif de la pose du bandeau. | Précisez le motif de la pose du bandeau en utilisant la syntaxe suivante : {{admissibilité à vérifier\|date=août 2025\|motif=remplacez ce texte par le motif}}                                            |
| 2. | Informer les utilisateurs concernés.     | Pensez à avertir le créateur de l'article, par exemple, en insérant le code ci-dessous sur sa page de discussion : {{subst:avertissement admissibilité à vérifier\|Festival de cinéma péruvien de Paris}} |

Le Festival de Cinéma Péruvien de Paris est un festival destiné à la promotion du cinéma péruvien se tenant chaque année à Paris, depuis sa création en 2004.  

## Historique
Le Festival du Film Péruvien de Paris a été fondé par Jovita Maeder, présidente de l'association Pérou Pacha. La première édition s'est tenue en novembre 2004 au Latina, cinéma de l'Union latine dans le Marais. 
Chaque année le festival, s'étalant sur 7 jours, récompense des films en compétition dans trois catégories : longs-métrages de fiction, longs-métrages documentaires et courts-métrages. Une quatrième catégorie Panorama hors compétition est réservée aux jeunes réalisateurs ou aux classiques du cinéma péruvien. Les lauréats des catégories longs-métrages se voient remettre le prix Soleil Tournant, dont le trophée a été créé par la sculptrice Giannina Lanata Ricard,.  
La 16e édition s'est déroulée du 1er au 7 avril 2025 au Cinéma Les Sept Parnassiens. Le Prix Soleil Tournant du Meilleur long-métrage de fiction a été décerné à Raiz / Through rocks and clouds de Franco García Becerra et le Prix Soleil Tournant du Meilleur long-métrage documentaire à Karuara, La Gente del Rio de Miguel Araoz Cartagena et Stephanie Boyd. 

## Soutiens du festival

### Personnalités
Le festival a compté parmi ses jurés des personnalités telles que Jean-Pierre Mocky, Manuel Poirier, Jan Kounen, Alexandra Stewart, Maria de Medeiros, Jéromine Pasteur, Firmine Richard, Edgar Morin et Pierre Richard.

### Partenaires institutionnels
Depuis sa création, le festival a bénéficié de nombreux soutiens institutionnels : Le Centre National du Cinéma (CNC), le DICINE (Pérou), l’Ambassade du Pérou en France, l’Ambassade de France au Pérou, le Ministère des Affaires étrangères, la Délégation permanente du Pérou auprès de l’Unesco, la Maison de l'Amérique latine, l'Institut Cervantes, la Mairie du VIIIe arrondissement de Paris.